# Tescao

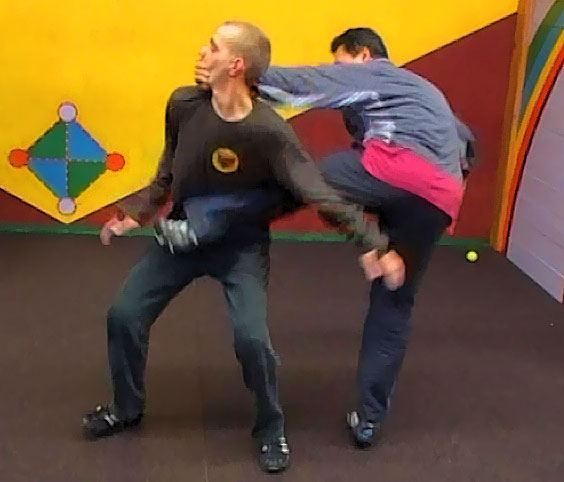
Beoefening van Tescao

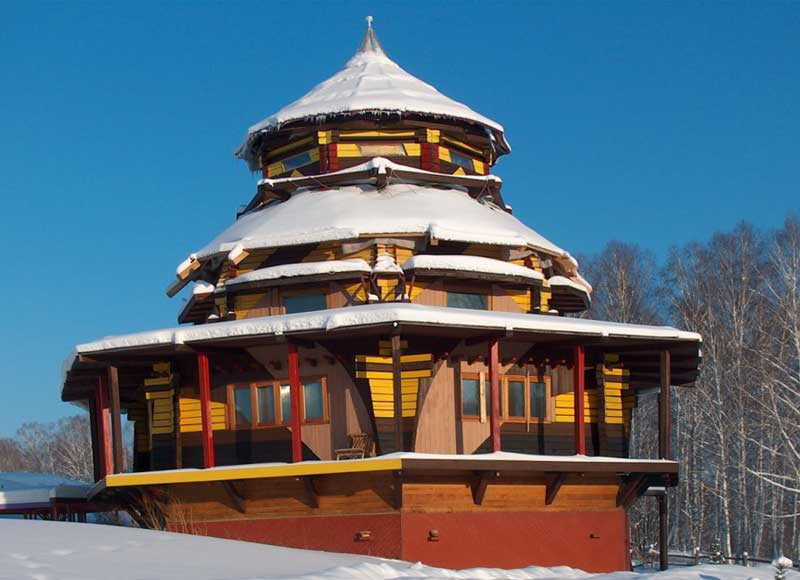
Tescao-school in Siberië

Tescao is een oude Tibetaanse vechtkunst, waar behendigheid in de paardrijkunst en vechtkunst te paard en te voet nodig is, soms in combinatie met wapens zoals zwaard, speer, mes, handboog, stok, lasso, zweep, kleding, takken, stenen en in latere eeuwen ook het vuurwapen.
Bij Tescao wordt er nadruk gelegd op zowel psychische als fysieke voorbereiding en kent het beïnvloeding vanuit de Tibetaanse geneeskunde. De technieken zijn zodanig opgezet dat ze onafhankelijk van externe omstandigheden, zoals landschap, beperkte ruimte of donkerheid, kunnen worden ingezet.

## Geschiedenis
De vechtsport Tescao werd gedurende meerdere eeuwen achtereen in de familie Tescao doorgegeven. Gezien deze in de loop van de Chinese bezetting in alle richtingen verstrooid raakte, zijn er in de geschiedenis weinig aanknopingspunten terug te vinden.
Tescao werd buiten Tibet gebracht door Juri Nikolajewitsch Monhojev die in 1950 in Tibet werd geboren. Tijdens de Tibetaanse diaspora trok zijn familie naar Oelan-Oede in de Russische republiek Boerjatië. In de jaren zeventig trok Monhojev door naar de Kaukasus, waar hij een optimale omgeving vond voor verdere training: bergen, bossen, meren en rivieren. Toen in 1991 het IJzeren gordijn wegviel, besloot hij zijn kennis door te geven. Zo bouwde hij naar Tibetaans voorbeeld zijn eerste school in het Sotsji aan de Zwarte Zee en zijn tweede school in het Siberische Novosibirsk.
Zijn leerling Igor Volenko bracht later de vechtkunst naar Duitsland; de sport wordt ook in de Verenigde Staten beoefend. 